# Јуре Францетић
Јурај Јуре Францетић (Прозор код Оточца, 3. јула 1912 — Слуњ, 27. децембра 1942) је био усташа и пуковник Усташке војнице. Пре Другог светског рата био је студент и усташки емигрант. За време НДХ постао је усташки пуковник и командант Црне легије којa је извршила многобројне масовне злочине над српским и јеврејским живљем и припадницима НОП. Касније је постао командант свих јединица Усташке војнице у Босни и Херцеговини.

## Биографија
Францетић је рођен у Оточцу 3. јула 1912. После завршене гимназије уписао се на студије права у Загребу, где се придружио усташком покрету. Убрзо након тога био је протеран из Загреба на пет година због својих антијугословенских политичких активности. У Оточцу, где је био протеран, је остао неко време и марта 1933. је емигрирао у Италију. Положио је усташку заклетву у кампу Борготаро 24. априла 1933. Следеће четири године је провео у Аустрији, Италији и Мађарској. У Мађарској се придружио усташкој терористичкој групи чији је камп био у Јанкапусти, под новим, конспиративним именом 'Ласло'.
После атентата на краља Александра Мусолини га је интернирао на Сардинију након притиска југословенске владе. Након опште амнестије у Краљевини Југославији, Францетић се вратио у Југославију новембра 1937. године, али је одмах након тога затворен и протеран у Оточац. Следеће године се вратио у Загреб да би завршио студије права, али је био присиљен да оде у војску. Крајем 1940. је поново затворен у Загребу због телеграма-честитке коју је послао Јозефу Тисоу, регенту новоформиране сателитске државе Словачке. Поново је био интерниран у Оточац. После запаљивог националистичког говора који је одржао на једној локалној школској прослави Нове године побегао је у Немачку (12. јануара 1941) да би избегао хапшење и затвор.

### Други светски рат
Једино војничко образовање и официрски чин Францетић је стекао служећи војску у Краљевини Југославији. Постао је резервни подофицир у чину наредника. О Францетићевом војничком образовању и искуству Еуген Дидо Кватерник, усташки идеолог, је написао: „Он није имао нити основног војничког знања ни изобразбе, нити је имао смисла за основну војничку организацију.". После формирања Независне Државе Хрватске априла 1941, Францетић је био главни усташки представник. Францетић и десет других усташа су организовали Црну легију. Францетић је постао командант Црне легије у чину пуковника усташке војске. Кватерник је веровао да је Францетић „рођени герилац и син наше брдовите Херцеговине” - што је био довољан разлог да буде војни командант у Босни и Херцеговини. Францетићеве усташе су преузеле управу локалне државне администрације и отпустиле све државне службенике и учитеље који су били категорисани као „Србијанци”, а такође и оне који су били Јевреји. Убиства, затварања и масовне депортације Срба и Јевреја су биле свакодневне активности Францетићевих усташа - засноване на усташкој политици и правдане званичном усташком политиком која је захтевала тотално истребљење Јевреја и покољ, прогон Срба и њихово присилно покатоличавање у Босни и Херцеговини. Францетић је лично учествовао у хапшењу, затварању и испитивању истакнутих Срба и Јевреја и њихових вођа (Мискин, Албахари) и директно наредио да се неки од њих убију. Штавише, Францетић је претворио свој стан на Алифаковцу у Сарајеву у затворску кухињу и перионицу рубља.
Декларисани циљ Црне легије је био одбрана границе тадашње Хрватске са Србијом, границе која је у ратно доба била на реци Дрини. Начин „одбране” територијалне целовитости НД Хрватске се састојао у масовном покољу и депортацији Срба у Босни и Херцеговини. Пропагандисти Легије су приказивали ову „одбрану” као законити чин хрватске државе и заштиту њених граница, те заштиту „невиних хрватских и муслиманских сељака од пљачке кукавичких и расно дегенерисаних српских и комунистичких бандита чији је циљ био уништити хрватску државу”. Усташка невиђена бестијалност испољена према Србима и Јеврејима је присилила немачку војну команду да захтева Францетићеву смену са положаја команданта Црне легије. Павелић се супротставио Немцима и чак унапредио Францетића у команданта свих усташких јединица у Босни и Херцеговини.
У предратно време у Босни и Херцеговини је живело 15.000 Јевреја. Око 3.000 јеврејских жена и деце је интернирано у логор Крушчице, а касније пребачено у логоре Јасеновац и Стара Градишка. Додатних 7.000 босанских Јевреја је директно транспортовано у логор Јасеновац. У септембру 1942. усташка влада сменила је Францетића и групу високих усташких званичника у Босни, вероватно да би се поправили односи са муслиманским становништвом.
На конференцији одржаној 6. маја 1942. у Сарајеву, којој су, између осталих, присуствовали и командујући генерал и заповједник у Србији генерал Паул Бадер, као и Едмунд Глез фон Хорстенау, опуномоћени генерал Вeрмахта у Независној Држави Хрватској, расправљало се о војно-политичкој ситуацији у окупираној Југославији, резултатима операције Трио и политици усташке државе према Србима. Генерал Бадер отворио је конференцију ријечима: „Намера хрватске владе била је истребљење свих Срба у Хрватској.“ Након тога, генерал фон Хорстенау се отворено жали на усташка звјерства, али генерал Бадер о пуковнику Францетићу даје сљедећу опаску:
Ген. фон Глез: Ако не престану грозоте у Хрватској, неће никад бити мира. Док се на територији Озрена преговара и дају уступци (признавање српске мањине, слобода вероисповести, учешће у борби против комуниста), наставља се клање српског становништва у источној Босни.

Ген. Бадер: Францетић је добар командант. Више пута је гарантовао за своје јединице али још без потпуног резултата. Последице тога: немачке јединице за затварање границе и даље пуштају српске избеглице преко Дрине. Ми смо тренутно упућени на усташе пошто недостају друге снаге. Францетић је национални херој.

### Смрт
Францетић је умро 27. децембра 1942. године. Дана 22. децембра 1942. године партизани су тешко оштетили авион којим је Францетић летео за Госпић и присилили га да слети поред села Мочиле код Слуња, што је била територија коју су контролисали партизани. Францетића и његовог пилота су одмах ухватили партизани, али их нису могли одбранити од сељака који су их изболи вилама и рогуљама. Тешко рањен Францетић је био пребачен у партизанску болницу где су хирурзи покушали да му спасу живот да би га заменили за 100 јасеновачких логораша, али нису у томе успели.
Францетићеву смрт су усташе држале у тајности све до почетка марта 1943. године. Званична вест о његовој смрти је објављена 31. марта 1943. и исти дан прокламована осмодневна државна жалост у НД Хрватској.

## Покушаји рехабилитације
Меморијалну плакету у част овог усташког вође је била поставила усташка Асоцијација ратних ветерана „Хрватски домобран” у Слуњу, јуна 2000. године. Влада Ивице Рачана није реаговала на ову провокацију мржње и поред бројних протеста у Хрватској и иностранству. Плакета је уклоњена тек крајем 2004. по наредби Владе Републике Хрватске док је премијер био Иво Санадер. Исто тако су у јануару 2005. непозната лица подигла споменик Францетићу и Будаку — како би испољили свој бес против Санадера за кога кажу да је издао усташе пристајући на сарадњу са судом у Хагу.
Поткрај 1995. године власти су у западном, већински хрватском делу Мостара именовале неколицину улица по идеолозима усташког покрета из времена НДХ, међу њима Јуре Францетић, Рафаел Бобан, Миле Будак, Младен Лорковић, Анте Вокић, Ђуро Спужевић и Иво Зеленек. Градско веће Мостара одлучило је у јулу 2022. године да се те улице преименују по Алекси Шантићу, Тину Ујевићу, фра Људевиту Ласти, Исмету Вољевици, Хумскоj и Циглани. Ову је одлуку поздравила Амбасада Сједињених Америчких Држава у Сарајеву.